# NGC 2303
NGC 2303 este o galaxie eliptică situată în constelația Vizitiul. A fost descoperită în 24 noiembrie 1886 de către Lewis A. Swift. Se află la o distanță de 87,55 de megaparseci de Pământ.